# Nancy (pel·lícula)
Nancy és una pel·lícula estatunidenca de drama psicològic del 2018 escrita i dirigida per Christina Choe en el seu debut com a directora. És protagonitzada per Andrea Riseborough (que també va coproduir) en el paper principal, amb J. Smith-Cameron, Ann Dowd, John Leguizamo i Steve Buscemi en papers secundaris. Segueix una impostora en sèrie que, desdibuixant les línies entre la realitat i la ficció, està cada cop més convençuda que va ser segrestada quan era petita.
La pel·lícula es va estrenar al Festival de Cinema de Sundance el 20 de gener de 2018, on Choe va guanyar el Waldo Salt Screenwriting Award. Es va estrenar als Estats Units el 8 de juny de 2018 per Samuel Goldwyn Films. Va rebre ressenyes positives de la crítica, que va elogiar sobretot el guió de Choe i les actuacions de Riseborough, Smith-Cameron i Buscemi. Als 34ns Premis Independent Spirit, va obtenir dues nominacions: Millor actriu secundària (per Smith-Cameron) i Millor primer guió Guió (per a Choe). També va participar al LI Festival Internacional de Cinema Fantàstic de Catalunya on va guanyar el Premi a la millor actriu.

## Argument
Nancy Freeman és una dona solitària que viu amb la seva estimada mare Betty. Nancy, una aspirant a escriptora de contes, les presentacions de la qual són rebutjades habitualment, troba una sortida per a la seva creativitat i necessitat d'atenció i afecte dirigint un bloc en què afirma ser la mare d'un nen mort. Fora del bloc, coneix en Jeb, un pare divorciat que pateix la pèrdua de la seva filla. Fent-se passar per embarassada, i comprant una pròtesi de panxa, es prenen un cafè i connecten. Tanmat3eix, després d'una trobada casual en una botiga de queviures, Jeb descobreix que la Nancy no està embarassada després de tot i s'enfada i no la veu mai més.
Poc després, Betty mor d'un ictus. Nancy veu una notícia sobre una parella, Leo i Ellen, que mai no han renunciat a la recerca de la seva filla, que va ser segrestada de petita trenta anys abans. Observant una vaga semblança entre ella i una progressió d'edat de la filla de la parella, Nancy es posa en contacte amb ells, afirmant que pot haver estat segrestada i que és la seva filla.
L'Ellen, professora de literatura comparada, s'apressa a creure que la Nancy és la seva filla després de veure una foto seva mentre que Leo, psicòleg, es mostra més escèptic. Quan la Nancy la visita, ràpidament prepara una prova d'ADN per a l'endemà. El gat de la Nancy està aparcat al solàrium perquè en Leo és al·lèrgic.
Després de sopar, l'Ellen dorm al costat de la Nancy, al dormitori de la seva filla, que no s'ha canviat ni s'ha dormit des de la seva desaparició. Ella dorm profundament. L'endemà, en Leo ensenya a la Nancy la seva galeria de fotos a l'àtic i li fa una foto. Un home arriba per prendre una mostra de saliva i fer-li algunes preguntes a la Nancy. Diu que la prova d'ADN durarà tres dies. Els tres van junts a una galeria d'art i comparteixen àpats i es coneixen. Nancy confia a Ellen el seu somni de ser escriptora i comparteix el seu treball amb la parella. L'Ellen gaudeix d'això i s'ofereix a enviar-lo a un editor que coneix, per a la delit de la Nancy.
L'Ellen rep els resultats de les proves d'ADN i es confirma que Nancy no és la seva filla. Durant una passejada amb Nancy, ella revela que es culpa de la desaparició de la seva filla mentre Brooke va sortir corrent a veure un gatet en una botiga d'animals. La Nancy la consola. Se sent un tret i un jove surt corrent desesperat per un telèfon. L'Ellen marca el 911 i la Nancy aplica compressió a l'hemorràgia d'un nen mentre esperen l'ambulància.
Més tard aquella nit, l'Ellen abraça a la Nancy i li xiuxiueja "T'estimo", la qual cosa suggereix que està contenta de tenir-la a la vida de la parella malgrat els resultats de l'ADN. Però Nancy entra en pànic i se'n va a la nit mentre la parella dorm.

## Repartiment
- Andrea Riseborough com a Nancy Freeman
- Ann Dowd com a Betty Freeman
- J. Smith-Cameron com a Ellen Lynch
- Steve Buscemi com a Leo Lynch
- John Leguizamo com a Jeb
- T. Sahara Meer com a Beth
- Virginia Kull com a Deb
- Samrat Chakrabarti com a Raj
- Olli Haaskivi com el Dr. Waters
- Tibor Feldman com a director funerari
- René Ifrah com a Jake
- Owen Campbell com a Jordan

## Producció
Christina Choe va anunciar Nancy per primera vegada el maig de 2015. Es va inspirar en pel·lícules com  Wanda (1970) amb Barbara Loden i Choe recorda:
| « | Aquesta va ser la primera vegada que veia un personatge femení antiheroi moralment ambigu i prenent males decisions, i recordo que em va fer sentir incòmoda. Vaig jutjar el personatge d'una manera que no crec que hagués fet si fos un antiheroi masculí perquè no crec que estigués acostumat a veure dones a la pantalla així. Aquella pel·lícula va ser realment fonamental per a mi i esdevé cada vegada més una obra mestra cada cop que la veig. Em va inspirar molt crear un personatge com Nancy. | » |

El febrer de 2017, es va informar que Andrea Riseborough havia de protagonitzar al costat de J. Smith-Cameron, Ann Dowd, John Leguizamo i Steve Buscemi a Nancy, marcant el debut de Choe com a directora. La fotografia principal va començar al nord de l'estat de Nova York amb un equip on tots els caps de departament eren dones. Els productors van ser Amy Lo de Mental Pictures, Michelle Cameron i Riseborough, que van produir Nancy com a primera pel·lícula sota la seva bandera Mothersucker. Barbara Broccoli i Michael G. Wilson d’Eon Productions, Mynette Louie de Gamechanger Films i Rachel Xiaowen Song de XS Media van ser productors executius.

## Estrena
Nancy es va estrenar al Festival de Cinema de Sundance el 20 de gener de 2018, ai després es va projectar a diversos festivals de cinema. El febrer de 2018, Samuel Goldwyn Films va adquirir els drets de distribució nord-americans de la pel·lícula. Es va estrenar a cinemes seleccionats als Estats Units el 8 de juny de 2018.

## Recepció

### Taquilla
Nancy va recaptar 80.115 $ als Estats Units i Canadà, i 11.885 $ a altres territoris, per un total mundial de 92.000 $.

### Resposta crítica
Al lloc web de l'agregador de ressenyes Rotten Tomatoes, el 86% de les 64 ressenyes dels crítics són positives, amb una valoració mitjana de 7,0/10. El consens del lloc web diu: "Nancy és un rellotge incòmode, però val la pena l'esforç gràcies a l'actuació central d'Andrea Riseborough, i a la poderosa empatia de la directora i escriptora Christina Choe per les opcions perillosament equivocades del seu personatge". Metacritic, que utilitza una mitjana ponderada, va assignar a la pel·lícula una puntuació de 67 sobre 100, basada en 17 crítics, indicant crítiques "generalment favorables"
Justin Chang del Los Angeles Times va descriure la pel·lícula com "un estudi de personatges que posseeix l'economia narrativa i la ressonància persistent d'una història". Chang també va assenyalar: "Riseborough, un camaleó britànic dotat, redueix la brillantor natural que ha demostrat en pel·lícules com Battle of the Sexes" i "Choe provoca. actuacions meravellosament expressives i viscudes de Cameron i Buscemi."
Jeannette Catsoulis de The New York Times va declarar: "Nancy està tan tancada que no podem controlar-la. El que queda és una història estranya i amarga que no és ni misteri de l'origen ni viatge d’autodescobriment, però un gest irritant cap al dany i l'engany que mai ens permet mirar sota el capó de la seva heroïna trencada."
Ann Hornaday de The Washington Post va comentar: "Choe fa que l'audiència no sap si estem veient un drama redemptor d'autodescobriment o un retrat inquietant de descompensació severa. […] Com la representació d'un fantasma que persegueix la seva pròpia vida, Nancy posseeix una atmosfera alerta i tensa, però acaba sent tan trist i inert com la protagonista mateixa."
Jon Frosch de The Hollywood Reporter va opinar: "El cineasta mai ens atrau als girs i voltes de la ment del seu personatge principal, i camina de puntes, en lloc d'abordar, les seves idees sobre l'enveja de classe, la naturalesa performativa de la identitat i la tensió entre la veritat i la felicitat."
Amy Nicholson de Variety va criticar la pel·lícula per ser "massa miserable per animar el públic a oferir la nostra empatia, quan tampoc té afecte per res". Nicholson també va comentar: "La moderació de Nancy manté la pel·lícula tancada i lúgubre, tan grisa fangosa com la vida que vol abandonar."
Dana Schwartz d’Entertainment Weekly va escriure: "No és un thriller ni tan sols, realment, un misteri. En canvi, com una obra de teatre, t'obliga a parar atenció als matisos de cadascuna de les actuacions (molt ben fetes) dels actors, per seure amb els personatges tranquil·lament com si en una sala d'estar massa formal per fer moltes coses més."
David Edelstein de Vulture va declarar: "Nancy és un treball trist, però l'empatia de Choe pel seu protagonista dóna a la pel·lícula la seva textura distintiva", i va lloar l'actuació de Riseborough, anomenant-la "una autèntica actriu camaleònica que sembla canviar de color des de dins".
Glenn Kenny de RogerEbert.com va donar a la pel·lícula 3,5 de 4 estrelles i va assenyalar: "El que tracta finalment la pel·lícula no és si Nancy causarà danys o no, sinó si aquesta gent solitària pot rebre la veritable gràcia. En aquest aspecte i en molts altres, Nancy mostra una serietat de propòsits que és poc freqüent a les pel·lícules americanes d'avui."
Peter Bradshaw de The Guardian va donar a la pel·lícula 3 de 5 estrelles i va opinar: "Riseborough, Cameron i Buscemi són tots bons en papers difícils. […] Choe va pensar que aquests invents portarien la seva pel·lícula al territori de Hitchcock i s’allunya del mode més desagradable i realista amb què va començar. Nogensmenys, un drama interessant i que val la pena."